# 新山一範
新山  一範（にいやま かずのり、1950年12月9日 - ）は、日本の法学者。北海学園大学名誉教授。北海道出身。

## 略歴
1974年北海道大学法学部卒業。1976年北海道大学大学院法学研究科民事法専攻修士課程修了(指導教授:近藤弘二)。1979年北海道大学大学院法学研究科博士課程単位取得満期退学、1979年北海道大学法学部助手。1981年北海学園大学法学部に講師として着任。1983年助教授、1990年教授、大学院法学研究科修士課程兼担。1998年博士課程兼担。2005年～2008年法学部長、2005年～2019年法科大学院兼担。2019年3月北海学園大学定年退職。北海学園大学法学部名誉教授。

## 専門領域
専門は保険法で保険契約法、責任保険給付に関する基礎的研究をテーマとした。学部では商法Ⅰ、Ⅱ、Ⅲを持ち回りで担当ののち商法Ⅲ（保険法）を専任で担当。入門講義である民事法入門も担当していた。大学院では商取引法特論などを担当。日本私法学会に所属。

## 著書、論文
- 「保険法学の諸問題」石田満ほか（文眞堂、1980年）
- 「新種保険　新損害保険双書3」石田満ほか（文眞堂、1985年）
- 「手形法小切手法」宇田一明ほか（中央経済社、1985年初版・1990年増補改訂）
- 「有因証券法の研究」宇田一明ほか（成文堂、1989年）
- 「事例で考える法学入門」荘子邦雄ほか（青林書院、1989年初版・1991年改訂増補）
- 『請求権代位と損害額の主張』「北海学園大学法学部50周年記念論文集」（北海学園大学法学部、2015年）